# 约瑟夫·奥尔特曼
约瑟夫·奥尔特曼（英語：Joseph Altman，1925年10月7日—2016年4月19日），美国神经生物学家。

## 生平
1925年生于布达佩斯。第二次世界大战后搬至澳大利亚，在新南威尔士大学担任图书馆员。随后他又来到美国纽约，在纽约大学担任图书馆员。1959年从纽约大学获得博士学位。他曾在哥伦比亚大学、麻省理工学院（1961年）、普渡大学（1968年）从事研究工作。2016年4月19日在奥卡拉的家中逝世。